# Alfred Estrabeau
Alfred Estrabeau, né le 20 octobre 1906 à Assat et mort en 3 avril 1999 à Tigeaux, est un joueur et entraîneur de tennis français.
Il a été l'entraîneur de Coupe Davis pour de nombreux pays : Belgique, Inde, Pologne, Espagne, ainsi que pour la France des fameux « mousquetaires » (René Lacoste, Jean Borotra, Henri Cochet et Jacques Brugnon).
« Ceux qui l'on connu n'hésitent pas à dire qu'il a été parmi les meilleurs joueurs français et internationaux de son époque et certainement un des meilleurs entraîneur français de tous les temps Paul Jalabert (ancien no 5 français) dit de lui « L’enseignement d’Alfred Estrabeau était simple, clair et efficace ». Gérard Pilet (ancien no 1 français) : « Alfred avait compris tous les coups du tennis… ». « Alfred Estrabeau faisait partie de l’élite du tennis. C’était en quelque sorte un initié, né pour cet art».

## Biographie
Alfred Estrabeau est né en 1906 à Assat près de Pau. Il a commencé à 13 ans à jouer au jeu de paume puis au tennis. Son professeur fut le célèbre Martin Plaa (fondateur de l'Association des professeurs de tennis) 
Il devient première série au tennis à 16 ans. Des circonstances humaines l’obligent à gagner sa vie très tôt comme professionnel du tennis pour faire vivre sa famille dont il était l’aîné (quatre frères et sœurs). Vers 1926, sur les conseils de Martin Plaa, il devint entraîneur à Bordeaux. En 1928, après ce ballon d’essai, Plaa le fait venir à Paris pour être son adjoint avant de lui céder sa place comme entraîneur de l’équipe de France de tennis, celle des Mousquetaires.
En 1927, représentant le Stade toulousain, il se fait connaître en étant finaliste du championnat militaire en simple.
Faisant partie de l’élite du tennis mondial, il participa à des tournées professionnelles dans les grands stades et clubs européens jusque dans les années 1950. Ses adversaires les plus connus furent des joueurs professionnels de niveau international comme Bill Tilden et Ellsworth Vines (respectivement no 1 et 2 américains), Martin Plaa, Henri Cochet, Jaroslav Drobný, Robert Ramillon, etc.
Ses compétences reconnues à l’international lui permirent d’entraîner successivement les équipes de Coupe Davis de Belgique, d’Inde, de Pologne et d’Espagne. Pour des raisons familiales il refusa d’entraîner l’équipe des États-Unis en 1950.
Son autre grand regret fut de n’avoir pu figurer dans les tournois amateurs, interdits aux professionnels jusqu’en 1968 ère Open. 
À titre individuel il forma de très nombreux champions, parmi lesquels :
- Marcel Bernard (vainqueur de Roland-Garros en 1946),
- Yvon Petra (vainqueur de Wimbledon en 1946)
- Pierre Darmon (meilleur joueur français des années 1960, finaliste de Roland-Garros en 1963). Originaire de Tunisie, ce dernier arriva en France avec une technique rudimentaire et un niveau équivalent à -2/6. Entraîné par Alfred Estrabeau, il devint no 1 français trois ans plus tard.
- Andrés Gimeno, vainqueur de Roland-Garros en 1972 et plusieurs fois finaliste en Grand Chelem
- Henri Bolelli, Bernard Destremau, Robert Haillet, Gérard Pilet, Paul Remi, Robert Abdeslamm, etc.
- et des joueuses telles que : Colette Monot, Béatrice de Chambure, Florence de La Courtie, etc.

Il fut aussi le professeur de Jacques Chaban-Delmas (qui fut un très bon joueur : classé à -4/6 en simple et en 1re Série en double)
Au fil des temps, Alfred Estrabeau s’était découvert une véritable passion pour la pédagogie. Il trouvait toujours une astuce pour corriger un défaut.
Bien que joueur d’exception, il avait eu la faculté rare d’analyser pour lui-même et pour les autres tous les aspects biomécaniques de chaque geste, de chaque coup jusque dans les moindres détails. Sa compréhension de la technique, son jeu très précis et astucieux et son âme de pédagogue lui valurent de recevoir le titre honorifique en tennis de « maître-professeur ». Reconnaissance ultime comparable à celles des maîtres-artisans et des compagnons du devoir du Tour de France. (Actuellement, ce titre n’a pas de réelle équivalence. Enseignant breveté d’État du 3e degré est ce qui s’en rapproche le plus.)
Il enseignait l'hiver dans les grands clubs parisiens possédant des courts couverts en bois. Durant la période estivale et à la fin de sa carrière de joueur professionnel à 45 ans, Alfred Estrabeau devint l’âme du tennis club de La Baule-les-Pins. Il y enseigna chaque été de 1953 à 1978. 
En 1972, il se fit construire deux courts couverts dans sa propriété à Tigeaux pour ne pas perdre durant l’hiver sa passion toujours aussi intacte de l’enseignement. Les joueurs de tous niveaux, débutants ou chevronnés, y venaient pour lui demander conseil et « prendre la leçon de tennis ». Et, cela jusqu’à l’âge de 87 ans. Il y décède en 1999.
En 2009, la Confédération nationale des éducateurs sportifs (CNES) a donné son nom à une promotion nationale d'éducateurs sportifs professionnels, la Promotion Alfred Estrabeau en reconnaissance de son œuvre, promotion validée par le ministère chargé des Sports avec parution au Bulletin officiel du ministère.